# Mabel Gardiner Hubbard
Mabel Gardiner Hubbard (25 tháng 11 năm 1857 – 3 tháng 1 năm 1923) là con gái của luật sư Greene Gardiner Hubbard, chủ tịch đầu tiên của Công ty Bell Telephone. Bà cũng là vợ của Alexander Graham Bell, một nhà khoa học và là nhà phát minh điện thoại thực tế đầu tiên.
Từ lúc Graham Bell hẹn hò với Mabel vào năm 1873, cho đến khi ông qua đời vào năm 1922, Mabel trở thành người có những ảnh hưởng quan trọng nhất trong suốt cuộc đời ông. Dân gian thường truyền tai rằng Graham Bell tiến hành thí nghiệm viễn thông như một nỗ lực để khôi phục lại thính giác của Mabel, vốn bị tàn phá bởi một căn bệnh vào gần lần sinh nhật thứ năm của bà, khiến cho bà bị điếc suốt quãng đời còn lại.